# Stenoderus ostricilla
Stenoderus ostricilla là một loài bọ cánh cứng trong họ Cerambycidae.